# Emily Taaffe

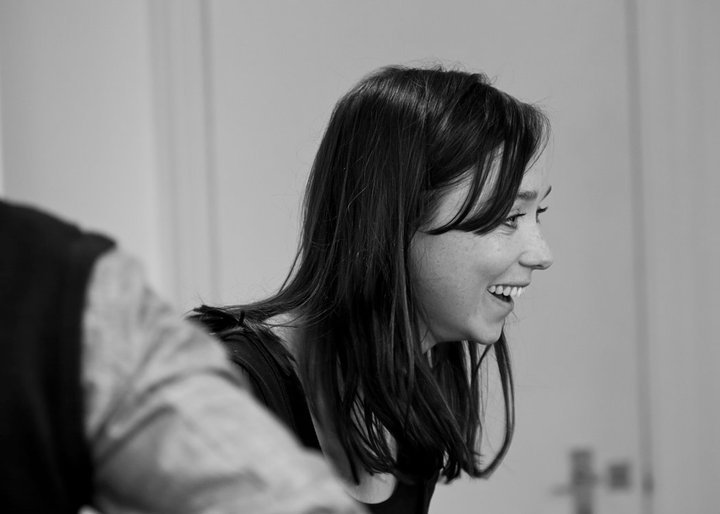
Emily Taaffe (2012)

Emily Taaffe (* 10. Januar 1984 in Drogheda, County Louth oder Skerries, County Fingal) ist eine irische Schauspielerin.

## Leben und Karriere
Emily Taaffe wurde als jüngstes von fünf Kindern geboren und wuchs in Tullyallen in der Nähe von Drogheda im County Louth auf. Mit 13 Jahren trat sie der lokalen Jugendtheatergruppe bei. Nach dem Schulabschluss studierte sie am Trinity College Dublin Drama and Theatre Studies. Ihre Schauspielausbildung erhielt sie anschließend an der London Academy of Music and Dramatic Art (LAMDA).
Ihr professionelles Bühnendebüt gab sie 2007 am Liverpool Everyman im Stück Intemperance von Lizzie Nunnery. Im Folgejahr spielte sie am Abbey Theatre die Rolle der Irina in Drei Schwestern. 2009 stand sie in einer Hauptrolle als Daphne in einer Bühnenfassung von Nation von Terry Pratchett am Olivier Theatre des National Theatres unter Mark Ravenhill auf der Bühne. Die Produktion wurde im Rahmen der Initiative National Theatre Live übertragen. Ein weiteres Engagement hatte sie unter anderem am Open Air Theatre im Londoner Regent’s Park als Abigail in Hexenjagd. Mit der Royal Shakespeare Company war sie 2012 als Luciana in Die Komödie der Irrungen, als Miranda in Der Sturm und als Viola in Was ihr wollt zu sehen.
Im Fernsehen war sie ab 2008 in Episodenrollen unter anderem in Serien wie Doctors, Die Borgias, Vera – Ein ganz spezieller Fall, Atlantis, Call the Midwife – Ruf des Lebens, New Tricks – Die Krimispezialisten und Ripper Street zu sehen. 2016 verkörperte sie in der BBC-Mini-Serie Krieg und Frieden die Rolle der Katya. Im Filmdrama Beast (2017) mit Jessie Buckley übernahm sie die Rolle der Tamara. 2018 war sie in der BBC-Krimiserie Informer als Megan Morten zu sehen. In der Sky-Eigenproduktion The Rising (2022) mit Clara Rugaard als Neve Kelly spielte sie deren Mutter Maria.
In den deutschsprachigen Fassungen wurde sie unter anderem von Leonie Dubuc (Informer, The Beast Must Die – Labyrinth der Rache), Lara Wurmer (Krieg und Frieden) sowie von Ann Vielhaben, Anita Hopt, Christiane Werk, Sandra Maren Schneider, Yvonne Greitzke, Katie Pfleghar und Maike von Bremen synchronisiert.
2016 heiratete sie den Drehbuchautor Ben Schiffer, den sie am Trinity College kennengelernt hatte.

## Filmografie (Auswahl)
- 2008: Doctors – Hearts Will Go On (Fernsehserie)
- 2010: National Theatre Live: Nation
- 2010: Rainbow Magic: Return to Rainspell Island (Stimme)
- 2010: Two Peas (Kurzfilm)
- 2011: Die Borgias – Verliebte Borgias (The Borgias, Fernsehserie)
- 2011: National Theatre Live: The Cherry Orchard
- 2012: Shakespeare: The King’s Man – Legacy (Mini-Serie, Dokumentation)
- 2012: The Lights and Then the Noise (Kurzfilm)
- 2013: Vera – Ein ganz spezieller Fall – Der verlorene Sohn (Vera, Fernsehserie)
- 2013: Atlantis – König der Arena (Fernsehserie)
- 2014: Call the Midwife – Ruf des Lebens (Call the Midwife, Fernsehserie, eine Episode)
- 2014: New Tricks – Die Krimispezialisten – Ghosts (New Tricks, Fernsehserie)
- 2014: Ripper Street – Leben ist mehr als Nehmen (Fernsehserie)
- 2015–2016: X Company (Fernsehserie, drei Episoden)
- 2016: Stan Lee’s Lucky Man – Mal Gewinner, mal Verlierer (Lucky Man, Fernsehserie)
- 2016: Krieg und Frieden (War & Peace, Mini-Serie)
- 2017: Death in Paradise – Erupting in Murder (Fernsehserie)
- 2017: Little Bird (Kurzfilm)
- 2017: Paula (Mini-Serie)
- 2017: Beast
- 2018: Striking Out (Fernsehserie, eine Episode)
- 2018: The Dig
- 2018: Informer (Fernsehserie)
- 2018: VS.
- 2018: Fish Boy (Kurzfilm)
- 2019: Silent Witness – Todesengel (Fernsehserie)
- 2019: Rare Beasts
- 2020: His House
- 2020–2021: The Beast Must Die – Labyrinth der Rache (The Beast Must Die, Fernsehserie)
- 2022: The Rising (Fernsehserie)
- 2025: Little Disasters (Fernsehserie)